# West-östlicher Divan

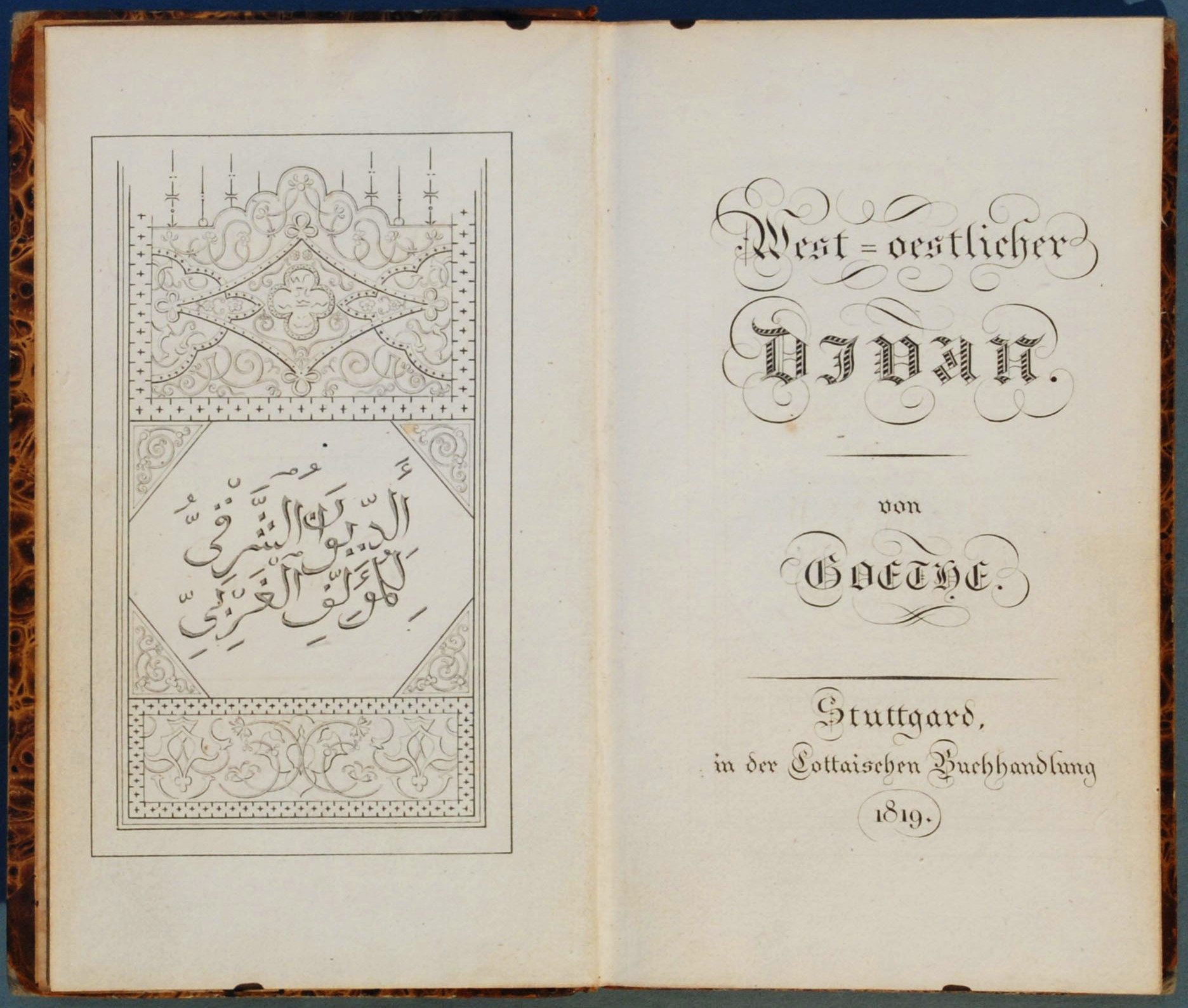
Titelblatt und Frontispiz der Erstausgabe, von Carl Ermer in Kupfer gestochen. Der arabische Text lautet in wörtlicher Übersetzung: Der östliche Divan vom westlichen Verfasser.

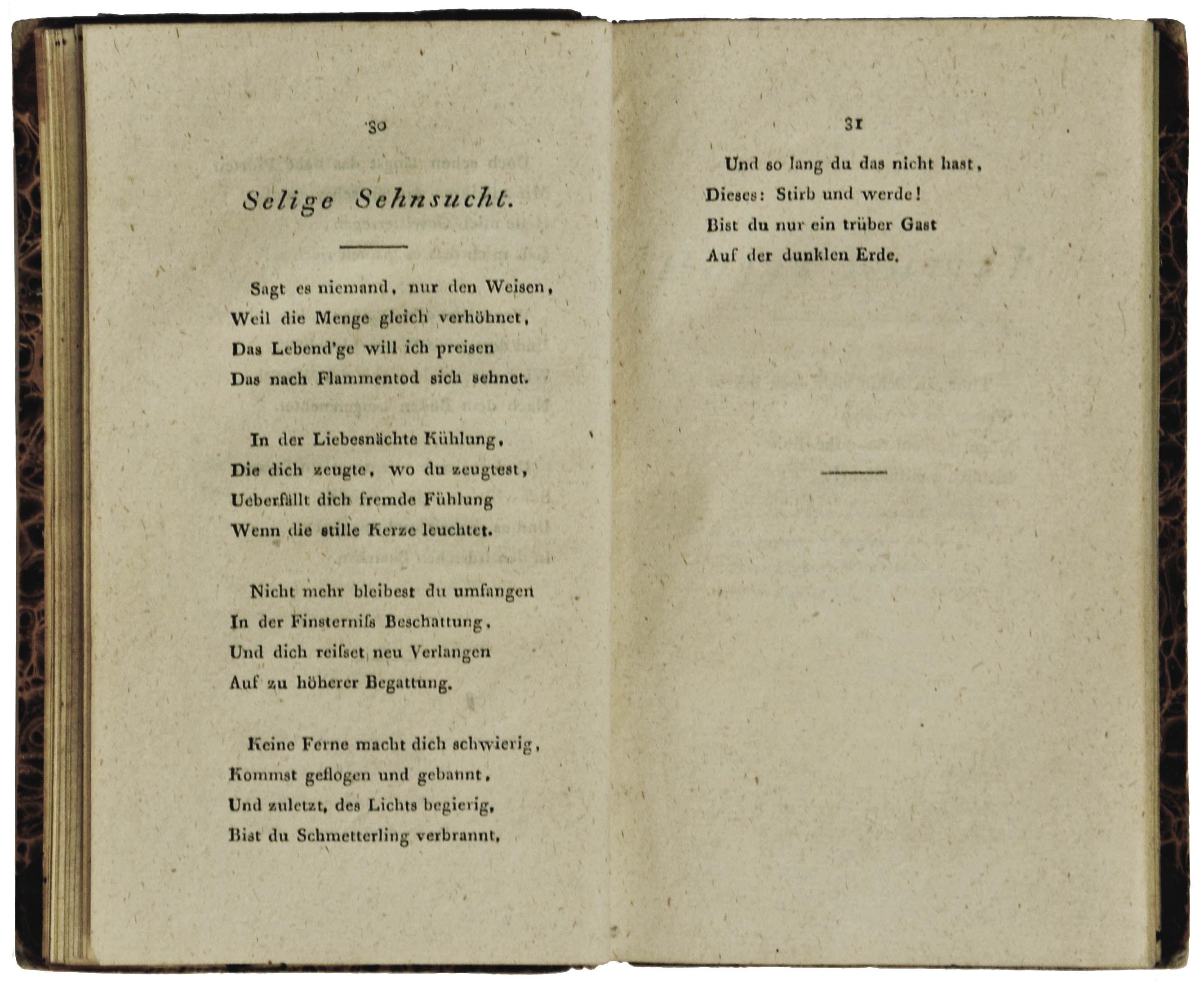
Schrift und Seitengestaltung des Erstdrucks

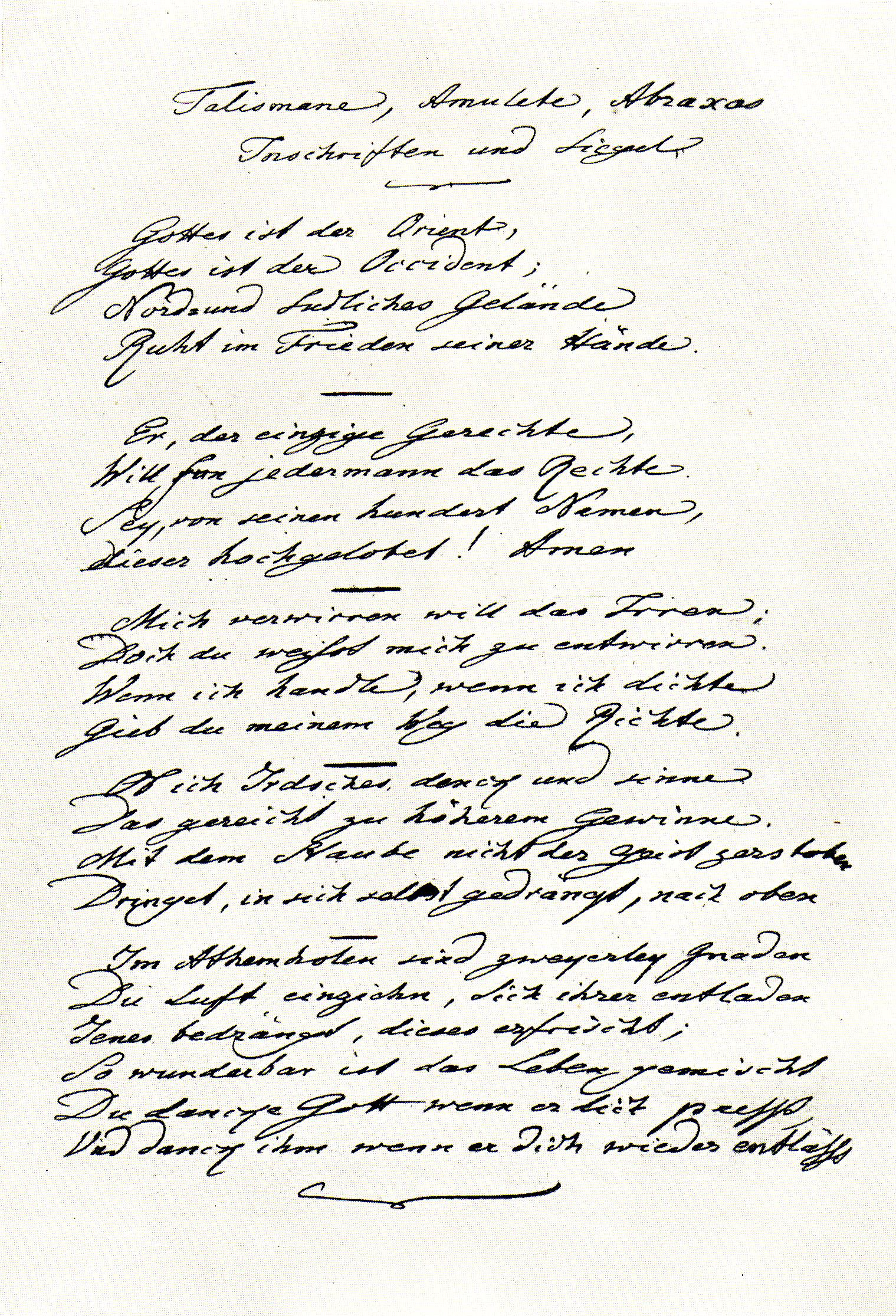
Goethes Reinschrift seines Gedichts Talismane (fotomechanische Wiedergabe)

West-östlicher Divan (erschienen 1819, erweitert 1827) ist die umfangreichste Gedichtsammlung von Johann Wolfgang von Goethe, die auch Beiträge von Marianne von Willemer enthält, die aber nicht als solche markiert sind. Die Sammlung wurde durch die Werke des persischen Dichters Hafis inspiriert. Durch die Aufnahme des Goethe- und Schiller-Archivs der Klassik-Sammlung Weimar im Jahr 2001 ist Goethes Reinschrift des Werkes Teil des UNESCO-Weltdokumentenerbes.

## Allgemein
Die Gedichtsammlung ist in zwölf Bücher eingeteilt. Ein hoher Anteil der Gedichte geht auf Goethes Briefwechsel mit Marianne von Willemer zurück, von der auch einige Gedichte des Divan stammen.
Im Jahr 1814 las Goethe den von dem Orientalisten Joseph von Hammer-Purgstall 1812 ins Deutsche übersetzten Dīwān des Hafis’.
Das lyrische Ich bei Goethe begegnet der persischen Dichtung mit Gelassenheit und betrachtet sie als gleichberechtigt:
Wer sich selbst und andre kennt

Wird auch hier erkennen:

Orient und Occident

Sind nicht mehr zu trennen.
Weiter heißt es:
Und mag die ganze Welt versinken,

Hafis, mit dir, mit dir allein

Will ich wetteifern! Lust und Pein

Sei uns, den Zwillingen, gemein!

Wie du zu lieben und zu trinken,

Das soll mein Stolz, mein Leben sein.

## Struktur
Im Erstdruck („Stuttgard, in der Cottaischen Buchhandlung 1819“) bestand die Sammlung aus folgenden Büchern und Abschnitten:
1. Moganni Nameh – Buch des Sängers
2. Hafis Nameh – Buch Hafis
3. Usch Nameh – Buch der Liebe
4. Tefkir Nameh – Buch der Betrachtungen
5. Rendsch Nameh – Buch des Unmuths
6. Hikmet Nameh – Buch der Sprüche
7. Timur Nameh – Buch des Timur
8. Suleika Nameh – Buch Suleika
9. Saki Nameh – Das Schenkenbuch
10. Mathal Nameh – Buch der Parabeln
11. Parsi Nameh – Buch des Parsen
12. Chuld Nameh – Buch des Paradieses
13. Noten und Abhandlungen

## Schreibweise
In Goethes Handschrift und in der Erstausgabe (Cotta, Stuttgart 1819) trägt das Werk den Titel West-östlicher Divan. Einige historische Ausgaben erschienen als West-östlicher Diwan oder Westöstlicher Divan.

## Goethe über den Islam
Das lyrische Ich des West-östlichen Divans ist muslimisch, und in dem Werk
werden muslimische Lehrmeinungen vorgestellt. Zum Beispiel:
Jesus fühlte rein und dachte

Nur den Einen Gott im Stillen;

Wer ihn selbst zum Gotte machte

kränkte seinen heil’gen Willen.

Und so muß das Rechte scheinen

Was auch Mahomet gelungen;

Nur durch den Begriff des Einen

Hat er alle Welt bezwungen.
(WA I, 6, 288 ff)
Auch verleiht Goethe an einigen Stellen seiner Überzeugung der göttlichen Herkunft der Worte des Korans Ausdruck, wie in einem Brief an Blumenthal vom 28. Mai 1819, in dem er sich auf den vierten Koranvers der 14. Sure bezieht: „denn es ist wahr, was Gott im Koran sagt: Wir haben keinem Volk einen Propheten geschickt, als in seiner Sprache!“ (WA IV, 31, 160)
Dieser Überzeugung entsprechend, ist aus den Noten und Abhandlungen des West-östlichen Divans zu ersehen, dass Goethe beabsichtigte, „ehrfurchtsvoll jene heilige Nacht [zu] feiern, wo der Koran vollständig dem Propheten von obenher gebracht ward“. (Noten und Abhandlungen zum West-östlichen Divan, WA I, 7, 153)
Im Alter von 65 Jahren las Goethe erstmals die von Joseph von Hammer-Purgstall übersetzten Gedichte des persischen Dichters Hafis. „Er attestierte ihm eine ‚Übersicht des Weltwesens‘ und betrachtete sich fortan als dessen ‚Zwilling‘. Sein West-östlicher Divan (1819) ist eine Hommage an den persischen Dichterfürsten wie auch ein poetisches Zwiegespräch über die Länder und Jahrhunderte hinweg.“
Die muslimische Positionierung des lyrischen Ichs ist, der Haltung Hafis’ entsprechend, am ehesten dem Sufismus (islamische Mystik) zuzuordnen. So wie Goethe Distanz zur christlichen Lehrmeinung hatte, bringt auch das lyrische Ich im West-östlichen Divan ironische Distanz zur orthodoxen Lehrmeinung des Islam und Nähe zur Mystik zum Ausdruck. So benutzt Goethe beispielsweise die Metapher des Weins, der auch bei den Sufis ein Symbol für die Berauschtheit eines Derwischs mit der Liebe Gottes ist:
Ob der Koran von Ewigkeit sei?

Darnach frag’ ich nicht! …

Daß er das Buch der Bücher sei

Glaub’ ich aus Mosleminen-Pflicht.

Dass aber der Wein von Ewigkeit sei,

Daran zweifl’ ich nicht;

Oder dass er vor den Engeln geschaffen sei,

Ist vielleicht auch kein Gedicht.

Der Trinkende, wie es auch immer sei,

Blickt Gott frischer ins Angesicht.
(WA I, 6, 203)
Laut Jürgen Link ist Goethes Interesse für den Islam eher philosophisch als religiös zu verstehen. Dieser Lesart zufolge seien für Goethe die monotheistischen Religionen „in ihrem jeweiligen ‚wahren‘ Kern bloß ‚symbolische‘ und insofern ‚poetische‘ Botschaften des spinozistischen Hen kai Pan [,] des Alleinen, wie es in vielen Divan-Gedichten besungen wird“. So müsse auch das Buch des Paradieses im Divan „als eine Parallele zum letzten Akt des Faust II (mit seiner katholischen Symbolik) gelesen werden […]. Hier wird ‚islamisch‘ der gleiche ‚poetische‘ Kern der Natur-Religion formuliert wie ‚katholisch‘ am Ende des Faust, wobei das ‚Ewigweibliche‘ (als Kern der All-Natur) sich als auch islamisch formulierbar erweist.“

## Inspiration für weitere Werke
Friedrich Rückert hat in seinen 1822 bei Brockhaus in Leipzig erschienenen Oestlichen Rosen auf den ersten Seiten seines Gedichtbandes direkten Bezug auf Goethes Divan genommen:
Wollt ihr kosten

Reinen Osten,

Müßt ihr gehn von hier zum selben Manne,

Der vom Westen

Auch den besten

Wein von jeher schenkt’ aus voller Kanne.

Als der West war durchgekostet,

Hat er nun den Ost entmostet;

Seht, dort schwelgt er auf der Ottomanne.
Obwohl beide Werke aus der Rezeption der persischen Dichtung entstanden sind, unterscheiden sich Goethes Divan und Rückerts Rosen grundlegend.
Der persischsprachige indische Dichter Muhammad Iqbal hat im Jahre 1923 in seinem Gedichtband Botschaft des Ostens Goethes an den Osten gerichteten Gruß beantwortet.
Ein Palmström-Gedicht von Christian Morgenstern endet mit den Zeilen:
daß man mit der Erdumdrehung

schlafen müsse, mit den Pfosten

seines Körpers strikt nach Osten.

Und so scherzt er kaustisch-köstlich:

„Nein, mein Divan bleibt – westöstlich!“
Walter Benjamin betitelt einen kurzen Prosatext mit einem Vers aus dem West-östlichen Divan: „Dem Staub, dem beweglichen, eingezeichnet“

## Künstlerische Würdigungen

### Vertonungen
Einige Gedichte wurden unter anderem vertont von
- Franz Schubert: Suleika I, op. 14 Nr. 1 D 720 (1821); Suleika II, op. 31 D 717 (1821); Geheimes, op. 14 No. 2
- Robert Schumann: Myrten, op. 25: Nr. 2 „Freisinn“, Nr. 5 „Sitz’ ich allein“, Nr. 6 „Setze mir nicht, du Grobian“, Nr. 8 „Talismane“, Nr. 9 „Lied der Suleika“
- Felix Mendelssohn Bartholdy: Suleika, op. 34 Nr. 4 (1837); Suleika, op. 57 Nr. 3 (1837)
- Hugo Wolf: einzelne Lieder aus den Goethe-Liedern
- Richard Strauss: „Wer wird von der Welt verlangen“, op. 67 Nr. 4 (1918)
- Waldemar von Baußnern: Sinfonische Kantate Hafis (1929)
- Arnold Schönberg
- Othmar Schoeck
- Mehmet C. Yesilcay: Divan (Symphonische Dichtung für Orchester, Sprecher, Solisten, Chor und türkische Instrumente), Welturaufführung 26. Oktober 2019 (Münchner Philharmonie)[8]

### West-Eastern Divan Orchestra
Nach dem West-östlichen Divan hat sich das West-Eastern Divan Orchestra benannt, ein Ensemble junger Musiker aus Ländern des Nahen Ostens, das sich unter der Leitung von Daniel Barenboim für die Vision eines friedlichen Nahen Ostens engagiert.

### West Östlicher Diwan Festival Weimar gGmbH
2008 gründete Klaus Gallas das gemeinnützige Festival „West Östlicher Diwan“, das den interkulturellen Dialog speziell mit Ländern des Vorderen Orients pflegt.

### West-östlicher Diwan als Gemäldezyklus
Der Schweizer Maler Stefan Haenni hat zu den zwölf Kapiteln des Divans einen großformatigen Gemäldezyklus geschaffen. Die einzelnen Bilder werden, wie die Kapitel/Bücher, als Moganni Nameh – Buch des Sängers etc. betitelt. Die Werke befinden sich im Kunstmuseum Thun, in der Kunstsammlung Steffisburg sowie in diversen Privatsammlungen.

### Primärliteratur
- Erstausgabe: J. W. Goethe: West-Östlicher Divan. Cottaische Buchhandlung, Stuttgard 1819 (mit gestochenem Titel; Digitalisat und Volltext im Deutschen Textarchiv).
- Johann Wolfgang Goethe: West-östlicher Divan. Reclam, Frankfurt am Main 1999, ISBN 3-15-006785-5.

### Sekundärliteratur
- Christa Dill: Wörterbuch zu Goethes West-Östlichem Divan. Max Niemeyer, Tübingen 1987, ISBN 3-484-10547-X.
- Rainer Hillenbrand: Klassischer Geist in Goethes ‚West-östlichem Divan‘. Peter Lang, Frankfurt am Main u. a. 2010, ISBN 978-3-631-59989-1.
- Edgar Lohner (Hrsg.): Studien zum West-östlichen Divan Goethes (= Wege der Forschung, Band 287). Wissenschaftliche Buchgesellschaft, Darmstadt 1971, ISBN 3-534-04983-7.
- Edgar Lohner (Hrsg.): Interpretationen zum West-östlichen Divan Goethes (= Wege der Forschung, Band 288). Wissenschaftliche Buchgesellschaft, Darmstadt 1973, ISBN 3-534-04984-5.
- Sebastian Kaufmann: Schöpft des Dichters reine Hand … Studien zu Goethes poetologischer Lyrik. Winter, Heidelberg 2011, ISBN 978-3-8253-5916-4, S. 303–411.
- Jürgen Link: Goethe, der Islam und die deutsche Leitkultur. In: kultuRRevolution. Nr. 60, 2011, ISSN 0723-8088.
- Katharina Mommsen: Goethe und der Islam (= it. 2650). Insel-Taschenbuch, ISBN 3-458-34350-4.
- Katharina Mommsen: Goethe und 1001 Nacht. Mit einem Vorwort von Karl-Josef Kuschel. Bernstein-Verlag, Bonn 2006, ISBN 3-9809762-9-7.
- Hans-Günther Schwarz: Der Orient und die Ästhetik der Moderne. Judizium, München 2003, ISBN 3-89129-803-X.
- Hamid Tafazoli: Johann Wolfgang Goethe. In: Encyclopaedia Iranica. XI.1, 2001, S. 40–43.
- Hamid Tafazoli: „So lange das nicht ins Absurde geht erträgt mans auch gern.“ Ambivalenzen einer Goethe-Rezeption in Persien. In: Achim Hölter (Hrsg.): Komparatistik. Jahrbuch der Deutschen Gesellschaft für Allgemeine und Vergleichende Literaturwissenschaft. Synchron, Heidelberg 2006, S. 55–70.
- Hamid Tafazoli: Der deutsche Persien-Diskurs. Zur Verwissenschaftlichung und Literarisierung des Persien-Bildes im deutschen Schrifttum von der frühen Neuzeit bis in das neunzehnte Jahrhundert. Aisthesis, Bielefeld 2007.
- Hamid Tafazoli: Der Alte Iran in Goethes Divan. In: XXX. Deutscher Orientalistentag, Ausgewählte Vorträge. Online-Publikation, Freiburg 2008, ISSN 1866-2943.
- Hamid Tafazoli: Goethes Persien-Bild im West-östlichen Divan und die Idee einer Selbstreflexion des Divan-Dichters. In: Jahrbuch der Österreichischen Goethe-Gesellschaft. 111/112/113 (2010), S. 66–84.
- Hamid Tafazoli: Heterotopie als Entwurf poetischer Raumgestaltung. In: Hamid Tafazoli, Richard T. Gray: (Hrsg.): External Space – Co-Space – Internal Space, Heterotopia in Culture and Society. Aisthesis, Bielefeld 2012, S. 35–59.

### Übersetzungen
Englisch
- J. W. Goethe. Goethe’s West-easterly Divan. Übersetzung, Vorwort und Anmerkungen von John Weiss. Roberts Brothers, Boston 1877.
- J. W. Goethe. Goethe’s Works Illustrated by the Best German Artists. Bd. 1. Biografische Einführung  von H. H. Boyesen. George Barrie, Philadelphia 1885.
- J. W. Goethe. West-eastern Divan in Twelve Books. Übersetzung von Edward Dowden. J.M. Dent & Sons Ltd., London/Toronto 1914.
- J. W. Goethe. The West-east Divan: Poems, with “Notes and Essays”: Goethe’s Intercultural Dialogues. Übersetzung, Einführung und Anmerkungen von Martin Bidney; Übersetzung der „Noten und Abhandlungen“ in Zusammenarbeit mit Peter Anton von Arnim.  State University of New York Press, Albany, New York 2010.

Französisch
- J. W. Goethe. Le Divan. Übersetzung von Henri Lichtenberger, Vorwort und Anmerkungen von Claude David. Gallimard, Paris 1984.

Italienisch
- J. W. Goethe. Il Divano occidentale-orientale. Hrsg. Ludovica Koch, Ida Porena und Filiberto Borio. Zweisprachige Ausgabe Deutsch-Italienisch. Rizzoli, Mailand 1990.

Spanisch
- J. W. Goethe. Obras completas. Bd. 1. Zusammensetzung, Übersetzung, Studie, Vorworte und Anmerkungen von Rafael Cansinos Assens. Aguilar, Madrid 1987 („Divan de Occidente y Oriente“: S. 1645–1866).

Brasilianisches Portugiesisch
- J. W. Goethe. Divã ocidento-oriental. Übersetzung von Daniel Martineschen. Estação Liberdade, São Paulo 2020.